# 蒸汽女孩
蒸汽女孩（スチームガールズ）是日本的9人組偶像組合，暱稱。所屬事務所是Alice Project。

## 概要
以蒸汽龐克和賽博歌德為主要概念的組合，也是組成假面女子的團體之一。佩戴防毒面具、手持蒸汽槍進行的表演，和電子流行的曲風是其特徵。
在假面女子中，蒸汽女孩還是愛麗絲十番的候補生組合，也擁有一個候補生組合OZ。
Center自2013年8月4日起由長期擔任，直至她在2019年8月31日畢業。同年9月15日，Center改由自愛麗絲十番移籍而來的小島夕佳擔任。粉絲們的通稱是「Steamer」。幾乎每日都會在位於秋葉原之常駐劇場「P.A.R.M.S」進行公演。

## 成員
| 姓名       | 生年月日       | 出身地   | 暱稱 | 應援色 | 粉絲總稱   | 備註 |
| ---------- | -------------- | -------- | ---- | ------ | ---------- | --- |
| 猪狩友香   | 1991年12月9日  | 埼玉縣   |      | 黃色   | 狩友卍     | 第四代領隊，兼任White☆milk成員。 |
|            | 2000年2月2日   | 神奈川縣 |      | 淡粉色 |            | |
| 小島夕佳   | 1996年3月20日  | 新潟縣   |      | 橙色   |            | 第四代Center，兼任Pureful成員。曾在2018年1月20日超組閣第1部分的超卒業式中宣布自蒸汽女孩畢業，而在第2部分的超加入式中加宣布入愛麗絲十番。後又在2019年9月15日以移籍形式重返蒸汽女孩。 |
| 橋本友梨英 | 1995年12月17日 | 東京都   |      | 綠色   |            | 兼任Cherry Blossom成員。 |
|            | 1998年7月29日  | 滋賀縣   |      | 粉紅色 |            | 兼任TOPPING GIRLS FTTB、Prism成員。 |
|            | 1995年4月22日  | 京都府   |      | 紅色   |            | 兼任Cherry Blossom成員。 |
| 美音咲月   | 1999年4月11日  | 大阪府   |      | 粉紅色 |            | |
|            | 1991年1月25日  | 埼玉縣   |      | 白色   | 雪乃Empire | 第四代領隊，兼任TOPPING GIRLS FTTB、Cherry Blossom成員 |
|            | 2000年7月23日  | 神奈川縣 |      | 紫色   |            | |

## 活動略歴
2012年
- 10月21日 OZ的成員新矢皋月（日语：新矢皐月）、櫻雪（日语：橋本侑樹）、佐倉梨杏、川村虹花（日语：川村虹花）、小柳朋惠（日语：小柳朋恵）、神谷惠里奈，White☆milk（日语：ほわいと☆milk）的成員、月宮凱倫，原愛麗絲十番的成員龜田伶央奈10人結成蒸汽女孩[1]。由龜田伶央奈擔任第一代Center。

2013年
- 1月1日 小柳朋惠成為第二代Center。
- 1月4日 開始在秋葉原的常設劇場「P.A.R.M.S」進行每日公演。
- 8月3日 川村虹花畢業，成為第一個升格為愛麗絲十番成員者[2]。
- 8月4日 成為第三代Center。
- 10月11日 就任長野廣域交流女子，通稱[3]。

2014年
- 4月5日 櫻雪畢業，升格為愛麗絲十番成員。
- 4月30日 龜田伶央奈在網誌宣布畢業。
- 5月3日 在Zepp Tokyo舉辦首場獨立演唱會（假面女子名義）[4]。
- 9月8日 年初開始暫停活動的成員月宮凱倫之父，發表了月宮在7月9日逝世的消息。關於死因，官方說辭是意外身亡，但隨後有相關人士稱月宮其實是自殺[5]。
- 9月13日 出演在韓國舉辦的演唱會「7th SEOUL GIRLS COLLECTION SGC SUPER LIVE IN SEOUL」的開幕演出。
- 9月14日 佐倉梨杏在網誌宣布畢業。
- 9月21日 朝倉彩花自OZ升格加入，是蒸汽女孩成立以來的首位升格加入者。

2015年
- 2月23日 小柳朋惠、新矢皋月相繼宣布畢業。
- 4月25日 畢業，升格為愛麗絲十番成員[6]。
- 4月26日 星愛奈、坂本舞菜、水澤麻衣、前田夏美加入。
- 5月31日 朝倉彩花在網誌宣布自假面女子以及蒸汽女孩畢業，但仍會繼續在Prism的活動。
- 6月22日 前田夏美宣布無限期暫停活動，僅約每月出席一次演唱會，後在11月22日宣布畢業[7]。
- 7月1日 星愛奈在網誌宣布無限期暫停活動，後在10月6日宣布畢業[8]。
- 7月20日 自初期以來使用的服裝更換為新的服裝，而此前的服裝在參加假面女子等活動時仍會使用。
- 8月30日 、小島夕佳加入。

2016年
- 4月11日 為參與電影攝影，宣布自此日起將長期暫停活動[9]，後在5月22日歸隊。
- 4月23日 宣布引退[10]，後在5月9日畢業[11]。

2017年
- 2月19日 猪狩友香加入。

2018年
- 1月20日 在超組閣第1部分公演的超卒業式中，神谷惠里奈、坂本舞菜、水澤麻衣、小島夕佳宣布畢業，升格加入愛麗絲十番。
- 1月20日 在超組閣第2部分公演的超加入式中，森下舞櫻、木下友里、涼邑芹、宣布加入。
  - 在同日的公演中猪狩友香接棒神谷惠里奈，成為第三代領隊。
- 12月17日 在當天假面女子Café公演第1部分中，森下舞櫻、木下友里、涼邑芹宣布畢業，後在第2部分中升格加入愛麗絲十番。

2019年
- 6月29日 擔任Center滿2156日，成為在假面女子團體中擔任Center最久者，打破了曾任愛麗絲十番Center的立花杏奈（日语：立花あんな）保持的2155日紀錄。
- 7月15日 在當天第2部分公演中，美音咲月自復活節女孩移籍加入。
- 8月31日 在當天第2部分公演中，宣布畢業。
- 9月15日 在當天第2部分公演中，小島夕佳以移籍形式重返蒸汽女孩、并成為第四代Center，成為升格加入最上位團體愛麗絲十番後，又再移籍到其他團體的特例[註 2]。在此前7月27日的當天第2部分公演中，假面女子製作人永田雅規（日语：永田雅規）曾說明，「說到蒸汽女孩就是硬蕊的舞步和流行的風格。而黑瀨將要畢業的現在，讓我考慮了下任Center的事。當然現在的蒸汽女孩成員們也很努力，但我沒能夠從她們之中選出適任者。」，並說「於是我們決定放寬思維方式」「讓此前升格至十番的小島重返蒸汽女孩，但這並非降格而是移籍」[12]。
  - 在同日同場公演中，成為第四代領隊。這是此前前任領隊豬狩友香在去年基於自己「幾乎沒有辦法參加劇場活動，只是個徒有其名的領隊。不如讓其他成員擔任領隊吧。」的考量而來的結果[13][14]。

### 電視節目
- （長崎文化放送）ED主題曲
- （埼玉電視台）
- R的法則（NHK教育頻道）

## 外部連結
- Alice Project官方網站 （页面存档备份，存于）
- 蒸汽女孩官方網站 （页面存档备份，存于）
- 蒸汽女孩的Facebook專頁
- 蒸汽女孩的Ameba部落格（日語）